# Ringer-Weltmeisterschaften 1904
Die Ringer-Weltmeisterschaften 1904 fanden vom 23. bis zum 26. Mai 1904 in der österreichischen Hauptstadt Wien statt. Die Ringer wurden in zwei Gewichtsklassen, eine unter und eine Klasse über 75 Kilogramm, unterteilt. Gerungen wurde im damals üblichen griechisch-römischen Stil.

## Medaillengewinner
| Klasse | Gold             | Silber         | Bronze           |
| ------ | ---------------- | -------------- | ---------------- |
| -75 kg | Severin Ahlqvist | Hans Schneider | Andreas Wolf     |
| +75 kg | Rudolf Arnold    | Anton Schmitz  | Heinrich Wolfram |

## Ergebnisse

### Klasse bis 75 kg
| Platz | Land            | Sportler            |
| ----- | --------------- | ------------------- |
| 1     | Schweden        | Severin Ahlqvist    |
| 2     | Deutsches Reich | Hans Schneider      |
| 3     | Österreich      | Andreas Wolf        |
| 4     | Österreich      | Emil von Mogyorossy |
| 5     | Dänemark        | Jalmar Kinzi        |
| 6     | Österreich      | Hans Sturm          |

### Klasse über 75 kg
| Platz | Land       | Sportler         |
| ----- | ---------- | ---------------- |
| 1     | Österreich | Rudolf Arnold    |
| 2     | Österreich | Anton Schmitz    |
| 3     | Österreich | Heinrich Wolfram |
| 4     | Österreich | Karl Höltl       |
| 5     | Österreich | Otto Madlener    |
| 6     | Österreich | Kaspar Slunsky   |

## Medaillenspiegel
| Rang | Land            | Gold | Silber | Bronze |
| ---- | --------------- | ---- | ------ | ------ |
| 1    | Österreich      | 1    | 1      | 2      |
| 2    | Schweden        | 1    | 0      | 0      |
| 3    | Deutsches Reich | 0    | 1      | 0      |